# San Pietru fil-Ktajjen (Mdina)

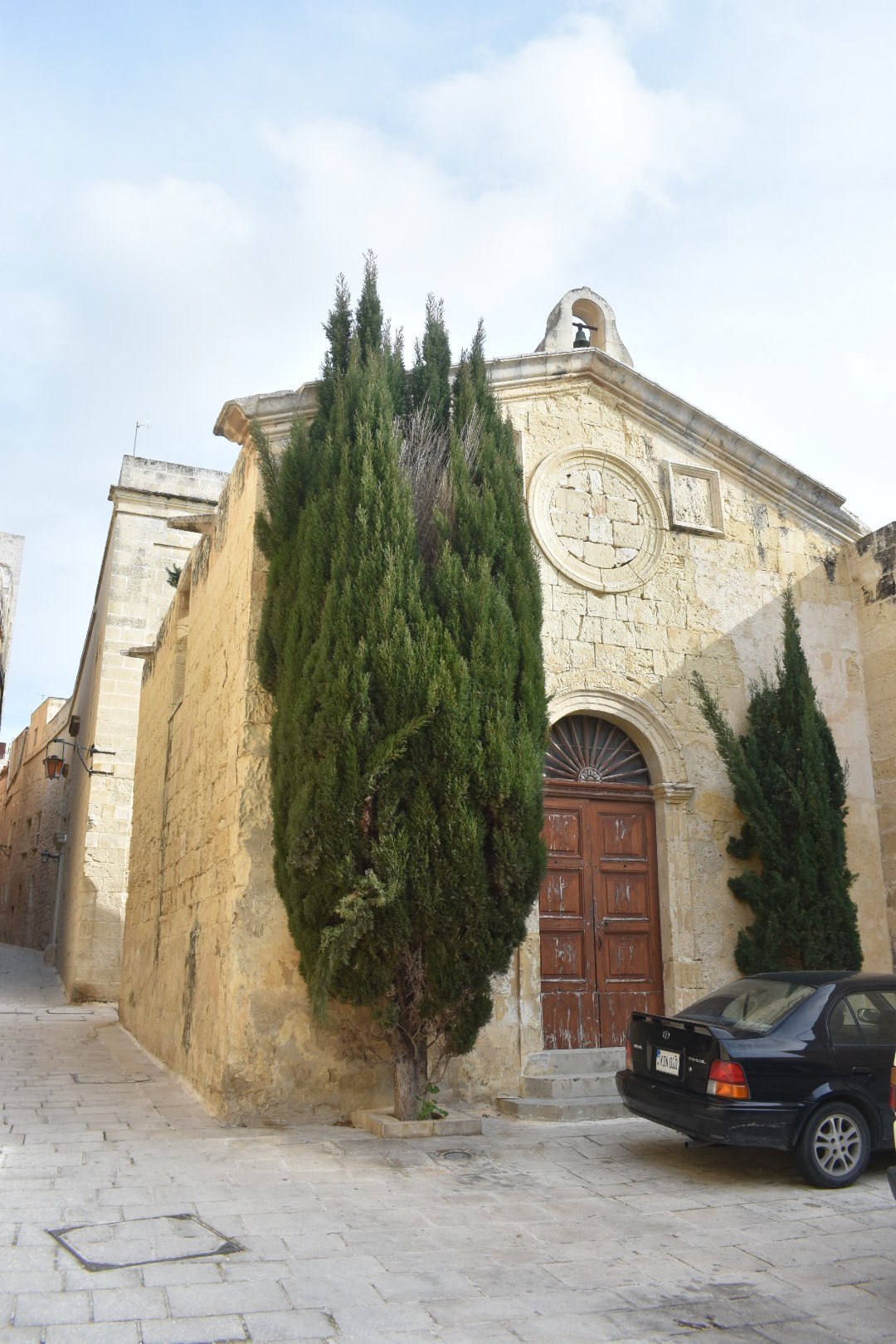
Kapelle St. Peter in Ketten

San Pietru fil-Ktajjen (englisch Church of St Peter in Chains, dt. St. Peter in Ketten) ist eine Kapelle in Mdina auf der maltesischen Hauptinsel Malta. Sie steht als Grade-1-Bauwerk unter Denkmalschutz.
Die Kapelle steht am Triq San Pietru und gehört zum Benediktinerinnenkloster von Mdina. Sie wurde 1625 aus Mitteln einer Stiftung des Bischofs Domenico Cubelles errichtet.
Der Eingang in der Renaissance-Fassade wird von zwei toskanischen Pilastern flankiert. In einer Nische findet sich das Wappenschild des Bischofs, darüber steht ein Kreuz. Im oberen Teil der Fassade ist ein Rundfenster, links und rechts davon zwei kleinere rechteckige Fenster; alle drei wurden im Laufe der Zeiten zugemauert. Auf dem First über der Fassade befindet sich ein mit einer kleinen Kirchenglocke bestückter Glockenträger.
Das Innere der Kapelle hat einen rechteckigen Grundriss und wird von einem Tonnengewölbe überspannt. Das Altarbild von Mattia Preti zeigt die Heiligen Petrus, Benedikt und Scholastika. Weitere Gemälde in der Kapelle wurden von Francesco Zahra geschaffen. Hinter dem Altar befinden sich zwei Türen mit vergitterten Fenstern darin, von denen aus die Nonnen des Klosters an der Messe teilnehmen können.